# شارلوت (كارولاينا الشمالية)

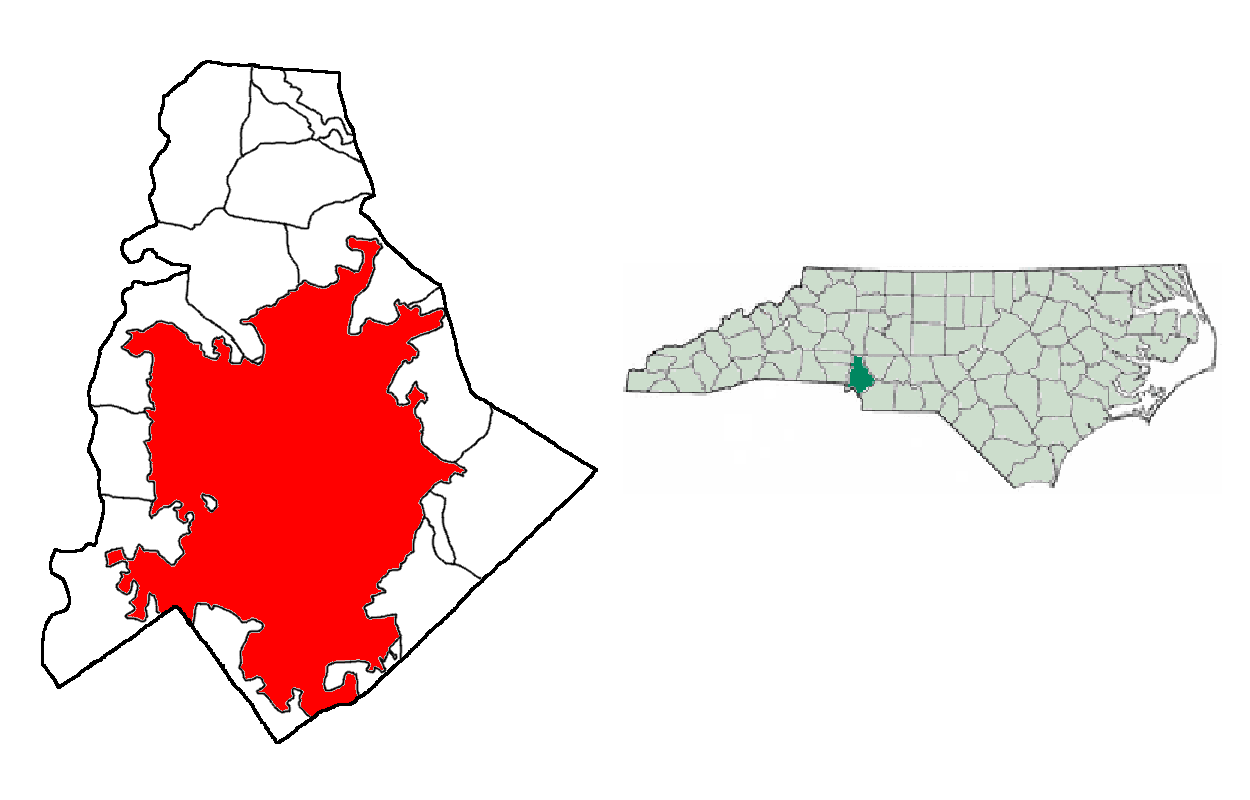
موقع شارلوت في ولاية كارولينا الشمالية، الولايات المتحدة

شارلوت (بالإنجليزية: Charlotte)‏ هي من أشهر مدن ولاية كارولينا الشمالية بالولايات المتحدة الأمريكية. تعتبر ثاني أكبر مركز مصرفي في الولايات المتحدة. مساحتها 629 كم2 وعدد سكانها 651101 نسمة.

## التركيبة السكانية
حدّد مكتب تعداد الولايات المتحدة بيانات التركيبة السكانية لشارلوت في تعداد الولايات المتحدة. في ما يلي، التركيبة السكانية حسب تعدادي 2000 و 2010.

### تعداد عام 2000
بلغ عدد سكان شارلوت 540,828 نسمة بحسب تعداد عام 2000، وبلغ عدد الأسر 215,449 أسرة وعدد العائلات 132,378 عائلة مقيمة في المدينة. في حين سجلت الكثافة السكانية 675.2 نسمة لكل كيلومتر مربع (1,748.8/ميل2). وبلغ عدد الوحدات السكنية 230,434 وحدة بمتوسط كثافة قدره 287.7 لكل كيلومتر مربع (745.1/ميل2).
وتوزع التركيب العرقي للمدينة بنسبة 58.26% من البيض و 32.72% من الأمريكيين الأفارقة و 0.34% من الأمريكيين الأصليين و 3.41% من الأمريكيين ذوي الأصول الآسيوية و 0.05% من سكان جزر المحيط الهادئ و 3.56% من الأعراق الأخرى و 1.66% من عرقين مختلطين أو أكثر و 7.36% من الهسبانيون أو اللاتينيون من أي عرق.
بلغ عدد الأسر 215,449 أسرة كانت نسبة 34% منها لديها أطفال تحت سن الثامنة عشر تعيش معهم، وبلغت نسبة الأزواج القاطنين مع بعضهم البعض 43.6% من أصل المجموع الكلي للأسر، ونسبة 13.7% من الأسر كان لديها معيلات من الإناث دون وجود شريك، بينما كانت نسبة 4.1% من الأسر لديها معيلون من الذكور دون وجود شريكة وكانت نسبة 38.6% من غير العائلات. تألفت نسبة 29.5% من أصل جميع الأسر من عدة أفراد يعيشون في نفس المنزل ونسبة 6.3% كانت تتألف من شخص يعيش بمفرده يبلغ من العمر 65 عاماً أو أكثر. وبلغ متوسط حجم الأسرة المعيشية 2.45، أما متوسط حجم العائلات فبلغ 3.07.
بلغ العمر الوسطي للسكان 32.7 عاماً. وكانت نسبة 24.6% من القاطنين تحت سن الثامنة عشر، وكانت نسبة 9.4% بين الثامنة عشر والرابعة والعشرين عاماً، ونسبة 35.7% كانت واقعةً في الفئة العمرية ما بين الخامسة والعشرين والرابعة والأربعين عاماً، ونسبة 19.8% كانت ما بين الخامسة والأربعين والرابعة والستين، ونسبة 8.2% كانت ضمن فئة الخامسة والستين عاماً فما فوق. يوجد لكل 100 أنثى 96.0 ذكر، ويوجد لكل 100 أنثى في الثامنة عشر من عمرها فما فوق 93.0 ذكر.
بلغ متوسط دخل الأسرة في المدينة 36,084 دولارًا، أما متوسط دخل العائلة فبلغ 40,120 دولارًا. وكان متوسط دخل الذكور 30,761 دولارًا مقابل 25,166 دولارًا للإناث. وسجل دخل الفرد الخاص بالمدينة 17,339 دولارًا. وكانت نسبة 14.2% من العائلات ونسبة 17.5% من السكان تحت خط الفقر، وكان من هؤلاء نسبة 24% تحت سن الثامنة عشر ونسبة 16% في الخامسة والستين من العمر وما فوق.

### تعداد عام 2010
بلغ عدد سكان شارلوت 731,424 نسمة بحسب تعداد عام 2010، وبلغ عدد الأسر 289,860 أسرة وعدد العائلات 175,436 عائلة مقيمة في المدينة. في حين سجلت الكثافة السكانية 913.2 نسمة لكل كيلومتر مربع (2,365.2/ميل2). وبلغ عدد الوحدات السكنية 319,918 وحدة بمتوسط كثافة قدره 399.4 لكل كيلومتر مربع (1,034.4/ميل2).
وتوزع التركيب العرقي للمدينة بنسبة 49.96% من البيض و 35.03% من الأمريكيين الأفارقة و 0.48% من الأمريكيين الأصليين و 4.98% من الأمريكيين ذوي الأصول الآسيوية و 0.08% من سكان جزر المحيط الهادئ و 6.83% من الأعراق الأخرى و 2.65% من عرقين مختلطين أو أكثر و 13.08% من الهسبانيون أو اللاتينيون من أي عرق.
بلغ عدد الأسر 289,860 أسرة كانت نسبة 34.4% منها لديها أطفال تحت سن الثامنة عشر تعيش معهم، وبلغت نسبة الأزواج القاطنين مع بعضهم البعض 40.2% من أصل المجموع الكلي للأسر، ونسبة 15.6% من الأسر كان لديها معيلات من الإناث دون وجود شريك، بينما كانت نسبة 4.7% من الأسر لديها معيلون من الذكور دون وجود شريكة وكانت نسبة 39.5% من غير العائلات. تألفت نسبة 30.3% من أصل جميع الأسر من عدة أفراد يعيشون في نفس المنزل ونسبة 6.2% كانت تتألف من شخص يعيش بمفرده يبلغ من العمر 65 عاماً أو أكثر. وبلغ متوسط حجم الأسرة المعيشية 2.48، أما متوسط حجم العائلات فبلغ 3.14.
بلغ العمر الوسطي للسكان 33.2 عاماً. وكانت نسبة 25.2% من القاطنين تحت سن الثامنة عشر، وكانت نسبة 10.1% بين الثامنة عشر والرابعة والعشرين عاماً، ونسبة 33.3% كانت واقعةً في الفئة العمرية ما بين الخامسة والعشرين والرابعة والأربعين عاماً، ونسبة 22.9% كانت ما بين الخامسة والأربعين والرابعة والستين، ونسبة 8.5% كانت ضمن فئة الخامسة والستين عاماً فما فوق. وتوزع التركيب الجنسي للسكان بنسبة 48.3% ذكور و 51.7% إناث.

## المناخ
يظهر الجدول التالي التغييرات المناخية على مدار السنة لشارلوت:
| البيانات المناخية لـشارلوت                            | البيانات المناخية لـشارلوت | البيانات المناخية لـشارلوت | البيانات المناخية لـشارلوت | البيانات المناخية لـشارلوت | البيانات المناخية لـشارلوت | البيانات المناخية لـشارلوت | البيانات المناخية لـشارلوت | البيانات المناخية لـشارلوت | البيانات المناخية لـشارلوت | البيانات المناخية لـشارلوت | البيانات المناخية لـشارلوت | البيانات المناخية لـشارلوت | البيانات المناخية لـشارلوت |
| الشهر                                                 | يناير                      | فبراير                     | مارس                       | أبريل                      | مايو                       | يونيو                      | يوليو                      | أغسطس                      | سبتمبر                     | أكتوبر                     | نوفمبر                     | ديسمبر                     | المعدل السنوي              |
| ----------------------------------------------------- | -------------------------- | -------------------------- | -------------------------- | -------------------------- | -------------------------- | -------------------------- | -------------------------- | -------------------------- | -------------------------- | -------------------------- | -------------------------- | -------------------------- | -------------------------- |
| الدرجة القصوى °ف (°م)                                 | 79 (26)                    | 82 (28)                    | 91 (33)                    | 96 (36)                    | 98 (37)                    | 104 (40)                   | 104 (40)                   | 104 (40)                   | 104 (40)                   | 99 (37)                    | 85 (29)                    | 80 (27)                    | 104 (40)                   |
| الحد الأقصى المتوسط °ف (°م)                           | 69.7 (20.9)                | 72.8 (22.7)                | 81.1 (27.3)                | 86.3 (30.2)                | 90.0 (32.2)                | 94.4 (34.7)                | 96.9 (36.1)                | 96.0 (35.6)                | 91.1 (32.8)                | 84.9 (29.4)                | 78.0 (25.6)                | 70.4 (21.3)                | 98.0 (36.7)                |
| متوسط درجة الحرارة الكبرى °ف (°م)                     | 50.7 (10.4)                | 55.0 (12.8)                | 63.1 (17.3)                | 71.9 (22.2)                | 78.9 (26.1)                | 86.0 (30.0)                | 89.0 (31.7)                | 87.5 (30.8)                | 81.3 (27.4)                | 71.8 (22.1)                | 62.4 (16.9)                | 52.9 (11.6)                | 70.9 (21.6)                |
| متوسط درجة الحرارة الصغرى °ف (°م)                     | 29.6 (−1.3)                | 32.7 (0.4)                 | 39.3 (4.1)                 | 46.9 (8.3)                 | 55.8 (13.2)                | 64.5 (18.1)                | 68.1 (20.1)                | 67.2 (19.6)                | 60.4 (15.8)                | 48.8 (9.3)                 | 39.2 (4.0)                 | 31.9 (−0.1)                | 48.7 (9.3)                 |
| الحد الأدنى المتوسط °ف (°م)                           | 14.2 (−9.9)                | 18.7 (−7.4)                | 24.2 (−4.3)                | 32.9 (0.5)                 | 43.3 (6.3)                 | 55.9 (13.3)                | 62.0 (16.7)                | 60.6 (15.9)                | 48.7 (9.3)                 | 34.6 (1.4)                 | 25.4 (−3.7)                | 18.0 (−7.8)                | 11.3 (−11.5)               |
| أدنى درجة حرارة °ف (°م)                               | −5 (−21)                   | −5 (−21)                   | 4 (−16)                    | 21 (−6)                    | 32 (0)                     | 45 (7)                     | 53 (12)                    | 50 (10)                    | 38 (3)                     | 24 (−4)                    | 11 (−12)                   | −5 (−21)                   | −5 (−21)                   |
| الهطول إنش (مم)                                       | 3.41 (87)                  | 3.32 (84)                  | 4.01 (102)                 | 3.04 (77)                  | 3.18 (81)                  | 3.74 (95)                  | 3.68 (93)                  | 4.22 (107)                 | 3.24 (82)                  | 3.40 (86)                  | 3.14 (80)                  | 3.25 (83)                  | 41.63 (1٬057)              |
| متوسط تساقط الثلوج إنش (سم)                           | 2.1 (5.3)                  | 1.2 (3.0)                  | 0.6 (1.5)                  | 0 (0)                      | 0 (0)                      | 0 (0)                      | 0 (0)                      | 0 (0)                      | 0 (0)                      | 0 (0)                      | 0.1 (0.25)                 | 0.3 (0.76)                 | 4.3 (11)                   |
| متوسط أيام هطول الأمطار (≥ 0.01 in)                   | 9.7                        | 9.4                        | 9.6                        | 8.8                        | 9.6                        | 10.2                       | 10.8                       | 9.8                        | 7.1                        | 6.9                        | 8.4                        | 9.6                        | 109.9                      |
| متوسط الأيام المثلجة (≥ 0.1 in)                       | 1.0                        | 0.5                        | 0.2                        | 0                          | 0                          | 0                          | 0                          | 0                          | 0                          | 0                          | 0                          | 0.2                        | 1.9                        |
| متوسط الرطوبة النسبية (%)                             | 65.7                       | 61.8                       | 61.5                       | 59.3                       | 66.9                       | 69.6                       | 72.2                       | 73.5                       | 73.3                       | 69.9                       | 67.6                       | 67.3                       | 67.4                       |
| ساعات سطوع الشمس الشهرية                              | 173.3                      | 180.3                      | 234.8                      | 269.6                      | 292.1                      | 289.2                      | 290.0                      | 272.9                      | 241.4                      | 230.5                      | 178.4                      | 168.5                      | 2٬821                      |
| نسبة وصول أشعة الشمس                                  | 55                         | 59                         | 63                         | 69                         | 67                         | 66                         | 66                         | 65                         | 65                         | 66                         | 58                         | 55                         | 63                         |
| متوسط مؤشر الأشعة فوق البنفسجية                       | 3                          | 4                          | 6                          | 8                          | 9                          | 10                         | 10                         | 9                          | 8                          | 5                          | 3                          | 2                          | 6                          |
| المصدر #1: NOAA (relative humidity and sun 1961–1990) |                            |                            |                            |                            |                            |                            |                            |                            |                            |                            |                            |                            |                            |
| المصدر #2: Weather Atlas (UV index)                   |                            |                            |                            |                            |                            |                            |                            |                            |                            |                            |                            |                            |                            |

## توأمة
لشارلوت (كارولاينا الشمالية) اتفاقيات توأمة مع كل من:
- أريكيبا
- كريفلد
- باودينغ
- فارونيش (1991 -)[12]
- ليموج
- فروتسواف
- كوماسي
- الخضيرة
- ماناوس

## أعلام
- أوسكار ميشو
- بريت روبرتسون
- سوزان جي هيلمز
- دانيال هارفي هيل
- فلويد سيمونز
- سيث كاري
- أنطوني مورو
- تشيلر لاي
- باك بيكر
- بيني بارسونز